# Межамериканский кубок
Межамериканский кубок (исп. Copa Interamericana) — футбольный турнир, в котором встречались победители Кубка Либертадорес и Кубка чемпионов КОНКАКАФ. Кубок разыгрывался нерегулярно и был прекращён, так как команды КОНКАКАФ начали принимать участие в соревнованиях КОНМЕБОЛ.
27 января 2023 года КОНМЕБОЛ и КОНКАКАФ объявили о подписании соглашения о стратегическом сотрудничестве, которое в том числе предусматривает проведение клубного турнира в формате «финала четырёх» с участием двух лучших клубов от каждой из обеих конфедераций. Первый турнир планируется провести в 2024 году.

## Финалы
| Год  | Победитель                        | Счёт                        | Финалист                       |
| ---- | --------------------------------- | --------------------------- | ------------------------------ |
| 1968 | Эстудиантес (Ла-Плата)            | 2:1, 1:2 доп. матч 3:0      | Толука (Толука)                |
| 1971 | Насьональ (Монтевидео)            | 1:1, 2:1                    | Крус Асуль (Мехико)            |
| 1972 | Индепендьенте (Авельянеда)        | 2:1, 2:0                    | Олимпия (Тегусигальпа)         |
| 1974 | Индепендьенте (Авельянеда)        | 1:0, 0:1 (п. 4:3)           | Мунисипаль (Гватемала)         |
| 1975 | Индепендьенте (Авельянеда)        | 2:2, 0:0 (п. 4:2)           | Атлетико Эспаньол (Мехико)     |
| 1977 | Америка (Мехико)                  | 0:3, 1:0 доп. матч 2:1 д.в. | Бока Хуниорс (Буэнос-Айрес)    |
| 1979 | Олимпия (Асунсьон)                | 3:3, 5:0                    | Депортиво ФАС (Санта-Ана)      |
| 1980 | УНАМ Пумас (Мехико)               | 3:1, 1:3 доп. матч 2:1      | Насьональ (Монтевидео)         |
| 1985 | Архентинос Хуниорс (Буэнос-Айрес) | 1:0                         | Дефенс Форс (Порт-оф-Спейн)    |
| 1986 | Ривер Плейт (Буэнос-Айрес)        | 0:0, 3:0                    | Алахуэленсе (Алахуэла)         |
| 1988 | Насьональ (Монтевидео)            | 1:1, 4:0                    | Олимпия (Тегусигальпа)         |
| 1989 | Атлетико Насьональ (Медельин)     | 2:0, 4:1                    | УНАМ Пумас (Мехико)            |
| 1990 | Америка (Мехико)                  | 1:1, 2:1                    | Олимпия (Асунсьон)             |
| 1991 | Коло-Коло (Сантьяго)              | 4:1, 3:1                    | Пуэбла (Пуэбла)                |
| 1993 | Универсидад Католика (Сантьяго)   | 1:3, 5:1 д.в.               | Саприсса (Сан-Хосе)            |
| 1994 | Велес Сарсфилд (Буэнос-Айрес)     | 0:0, 2:0                    | Картахинес (Картаго)           |
| 1995 | Атлетико Насьональ (Медельин)     | 3:2                         | Саприсса (Сан-Хосе)            |
| 1998 | Ди Си Юнайтед (Вашингтон)         | 0:1, 2:0                    | Васко да Гама (Рио-де-Жанейро) |